# Ии Наосукэ
Ии Наосукэ (яп. 井伊直弼, 29 ноября 1815, Хиконэ — 24 марта 1860, Эдо) (встречается также написание Ии Наоскэ) — японский политический и государственный деятель периода Эдо. 15-й правитель Хиконэ-хана, старший старейшина (тайро) сёгуната Токугава.
Ии Наосукэ, без согласия императора, подписал неравноправные договоры с иностранными государствами, которые окончательно покончили с изоляцией Японии. Он считал, что торговля с европейскими странами поможет Японии накопить богатства и модернизировать свою армию. Организатор репрессий Ансэй. Ии Наосукэ был убит оппозиционерами в Эдо во время инцидента у ворот Сакурада.